# Ringnes (Brauerei)

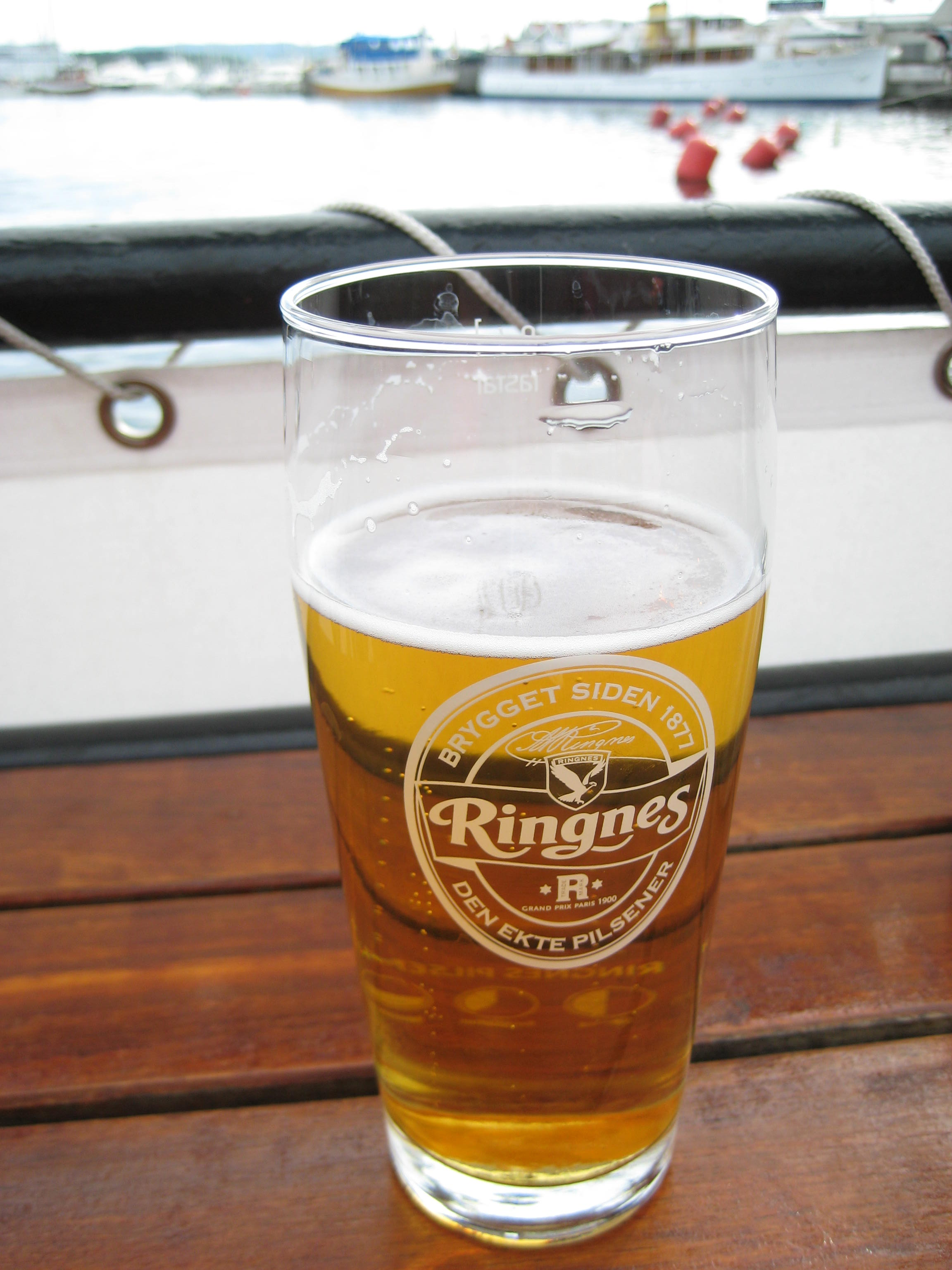
Ringnes-Pilsglas

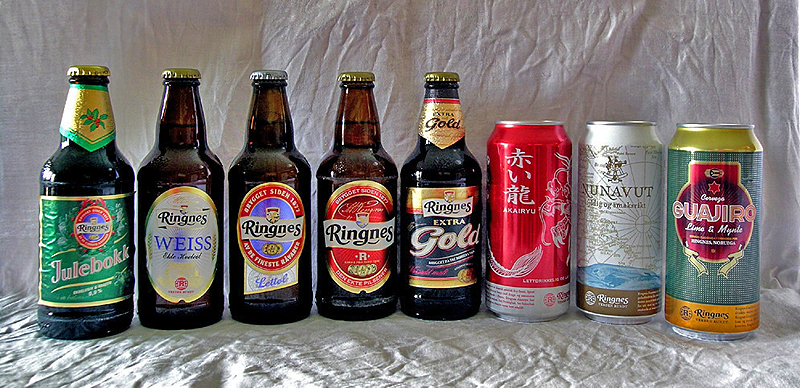
Ringnes-Biere

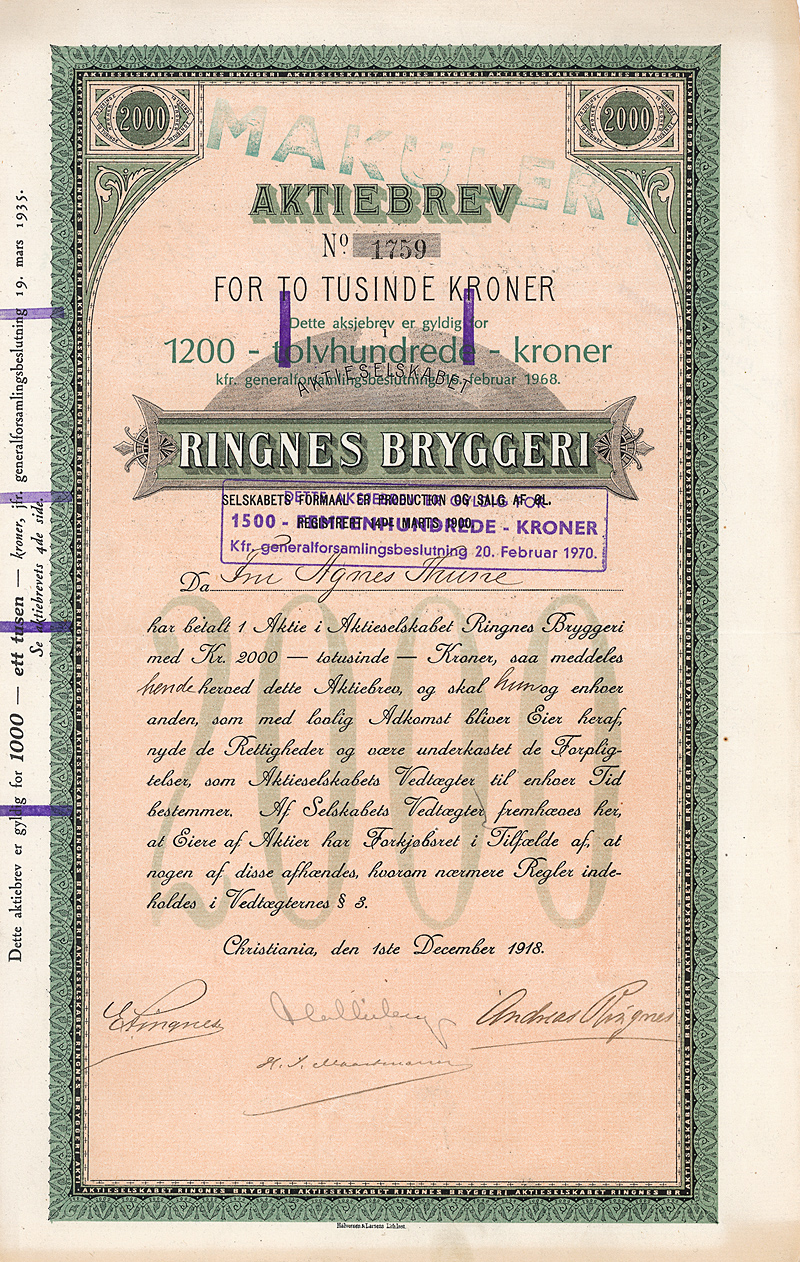
Aktie über 2000 nkr der AS Ringnes Bryggeri vom 1. Dezember 1918

Ringnes ist eine traditionelle norwegische Brauerei. Sie gehört heute zu einem der größten Bierproduzenten Europas, der dänischen Carlsberg-Gruppe.

## Geschichte
Das Unternehmen wurde 1876 gegründet von den Brüdern Amund Ringnes und Ellef Ringnes – Amund war der Brauer, Ellef der Verkaufsleiter – sowie dem früheren schwedisch-norwegischen Vizekonsul in Shanghai Axel Heiberg. Die Aktiengesellschaft hat bis heute ihren Sitz in Oslo, wo bereits die erste Brauerei errichtet worden war, in der ab 1877 gebraut wurde.
Die Brauerei förderte die Polarexpeditionen von Fridtjof Nansen, Otto Sverdrup und Roald Amundsen. Während seiner Erforschung der kanadischen Arktisgebiete in den Jahren 1898 bis 1902 benannte Sverdrup drei große Inseln nach seinen Sponsoren:
- Axel-Heiberg-Insel
- Amund-Ringnes-Insel
- Ellef-Ringnes-Insel

## Firmenentwicklung
Bis 1978 war Ringnes ein reines Familienunternehmen. Später fusionierte die Brauerei mit kleineren norwegischen Unternehmen und wurde ihrerseits nach und nach von der Orkla-Gruppe übernommen. 2004 kaufte die Brauerei Carlsberg die Mehrheitsanteile an Ringnes von der Orkla-Gruppe.